# Nyctemera separata
Nyctemera separata là một loài bướm đêm thuộc phân họ Arctiinae, họ Erebidae.